# Caja de Ahorros Provincial de Zamora

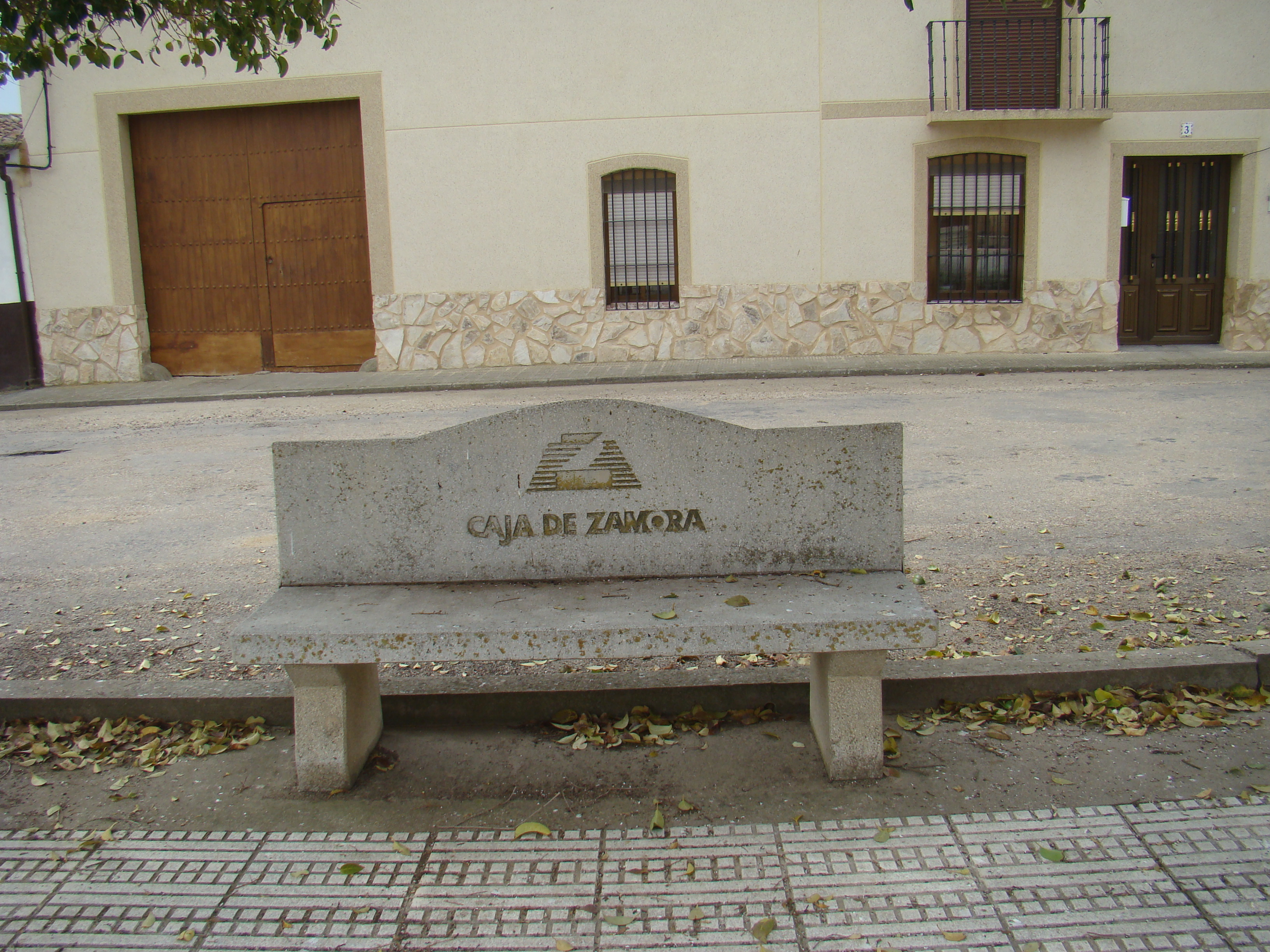
Banco con el logotipo de la caja

La Caja de Ahorros Provincial de Zamora fue, hasta 1990, una caja de ahorros española.
Surgió en 1965 bajo la iniciativa de la Diputación Provincial de Zamora (su principal propietaria), y desapareció al fusionarse con otras cajas de Castilla y León (Caja de Ahorros y Monte de Piedad de León, Caja de Ahorros Popular de Valladolid, Caja de Ahorros Provincial de Valladolid, Caja de Ahorros y Monte de Piedad de Palencia) para formar Caja España de Inversiones, Caja de Ahorros y Monte de Piedad, más conocida como "Caja España".
Sus sucursales se extendían principalmente por la provincia de Zamora y acogía los fondos de los ayuntamientos zamoranos, lo que la impulsó hasta el momento de su fusión.